# Agrostis ambigua
Agrostis ambigua é uma espécie de gramínea do gênero Agrostis, pertencente à família Poaceae.